# 鬼牙細煙管蝸牛
鬼牙細煙管蝸牛（学名：Zaptyx crassilamellata）为煙管蝸牛科細煙管蝸牛屬下的一个种。該物種主要分布於臺灣全島，例如花蓮縣壽豐，新竹縣北埔冷泉等地。該物種的學名中的「crass」為拉丁文「粗糙」之意。

## 扩展阅读
- 維基物種上的相關：鬼牙細煙管蝸牛